# Соколовка (Приднестровье)
Соколо́вка — село в Каменском районе непризнанной Приднестровской Молдавской Республики. Вместе с сёлами Ротар и Боданы входит в состав Ротарского сельсовета.